# Jürgen Steinke
Jürgen Steinke (* 24. März 1949) war Fußballspieler in der DDR. Für den 1. FC Union Berlin spielte er kurzzeitig in der Oberliga, der höchsten Spielklasse des DDR-Fußball-Verbandes.

## Sportliche Laufbahn
Steinkes Fußball-Laufbahn begann 1959 in der Kindermannschaft der Ost-Berliner Betriebssportgemeinschaft (BSG) Motor Pankow. Bereits ein Jahr später wechselte er zur Nachbargemeinschaft BSG Einheit Pankow. Als Juniorenspieler schloss sich Steinke 1966 dem neu gegründeten 1. FC Union Berlin an. Nachdem er 1967 für den Männerbereich spielberechtigt geworden war, wurde er in der 2. Mannschaft der Unioner eingesetzt, die in der drittklassigen Bezirksliga Berlin spielte. Nur zweimal wurde Steinke während seiner Zeit bei Union Berlin in der 1. Mannschaft eingesetzt. Dort bestritt er sein erstes Spiel am 30. November 1968 in der Achtelfinalbegegnung des DDR-Pokalwettbewerbs 1. FC Union – FC Carl Zeiss Jena (0:1). Drei Monate später wurde er am 1. März 1969 im Oberliga-Punktspiel Stahl Riesa – 1. FC Union (1:0) für eine Halbzeit als Einwechselspieler eingesetzt.
Im November 1969 wurde Steinke zu einem 18-monatigen Wehrdienst eingezogen. Diesen absolvierte er bei der Armeesportgemeinschaft Vorwärts Neubrandenburg und konnte dort in der zweitklassigen DDR-Liga weiter Fußball spielen. Nach seiner Entlassung aus der Armee wechselte er im Sommer 1972 zum Ortsrivalen BSG Post Neubrandenburg, wo er bis 1979 ebenfalls in der DDR-Liga spielte. Im Alter von 30 Jahren ging Steinke zum Kreisligisten BSG Baumechanik Neubrandenburg. Mit den Baumechanikern wurde er 1981 Kreismeister und stieg 1982 in die Bezirksliga Neubrandenburg auf. 1983 gewann Steinke mit der BSG Baumechanik die Neubrandenburger Bezirksmeisterschaft und stieg erneut mit der Mannschaft auf, diesmal in die DDR-Liga. Nach dem Wiederabstieg im Sommer 1984 beendete Steinke 35-jährig seine Fußballerlaufbahn.